# Cryptocarya erythroxylon
Cryptocarya erythroxylon là loài thực vật có hoa trong họ Nguyệt quế. Loài này được Maiden & Betche miêu tả khoa học đầu tiên năm 1907.